# Júlia Paes
Gislaine Fernandes de Leme Sousa (São Paulo, 22 de maio de 1986), mais conhecida pelo antigo nome artístico Júlia Paes, é uma ex-modelo, cantora, produtora e ex-atriz de filmes pornográficos brasileira. Tornou-se conhecida por sua carreira na indústria do entretenimento adulto, além de seu relacionamento com Thammy Miranda, filho da cantora Gretchen.

## Carreira

### Modelo fotográfica
Paulistana nascida no bairro da Aclimação, Gislaine iniciou sua carreira artística aos 12 anos como modelo fotográfica. Representou São Paulo no concurso teen de Miss Brasil Ecologia e, aos 20 anos, trabalhou como assistente de palco no programa Boa Noite Brasil.
Em 2006, recebeu um convite para posar seminua para um site de ensaios sensuais.. Para preservar sua família, adotou o nome artístico Júlia Paes, inspirado na atriz Juliana Paes. Também utilizou o pseudônimo Michelle Alves em uma apresentação no programa A Noite é Uma Criança, da Rede Bandeirantes, e em um ensaio sensual para o site Virgula Girl.

### Indústria pornográfica
Em 2007, Gislaine ganhou notoriedade ao realizar um ensaio para uma revista ao lado de Thammy Miranda, sua namorada na época. O sucesso das fotos gerou convites de diversas produtoras para atuar em filmes adultos. Após aceitar a proposta, rapidamente se tornou conhecida no setor.
Durante sua carreira, foi premiada na Alemanha como atriz revelação e indicada ao Oscar AVN, principal premiação do cinema adulto. Foi capa da revista Sexy Premium em dezembro de 2008. Em 2010, anunciou oficialmente sua saída da indústria pornográfica.

### Outros trabalhos e música
Além do cinema adulto, participou de eventos culturais e desfiles de escolas de samba. Em 2008, foi eleita "Rainha dos Taxistas" pelo jornal A Folha do Motorista e coroada pelo então governador de São Paulo, Geraldo Alckmin.
Em 2009, iniciou sua carreira musical como vocalista do grupo Sexy Dolls, ao lado de Carol Miranda e Sabrina Boing Boing. Inspirado no grupo musical americano Pussycat Dolls, o trio lançou videoclipes pela internet Inspirado no grupo americano Pussycat Dolls, o trio lançou videoclipes na internet e participou de campanhas publicitárias. No mesmo ano, posaram nuas para a edição de junho de 2009 da Revista Sexy. No final de 2009, ela deixou o grupo para seguir novos projetos.
Em seguida, tornou-se vocalista de uma banda de forró e lançou dois álbuns, um no final de 2010 e outro no final de 2011. Anunciou, na época, a produção de um DVD ao vivo. Paralelamente, passou a atuar como DJ. Em 2015, reinventou-se como cantora de funk sob o pseudônimo MC Cristal.

## Vida pessoal
Durante sua carreira pornográfica, sempre se identificou como bissexual e teve um relacionamento de grande repercussão com Thammy Miranda, marcado por términos e reconciliações até o fim definitivo em 2008. Em 2010, após abandonar a indústria pornográfica e se tornar evangélica, casou-se com o empresário Gabriel Ribeiro em uma cerimônia religiosa. O casal teve uma filha. Ela também é mãe de dois filhos de um relacionamento anterior, e compartilha a guarda com o pai das crianças.
Em 2017, ela se declarou arrependida de sua trajetória no cinema adulto e afirma que teria tomado decisões diferentes se tivesse mais paciência e buscado outras oportunidades. Também evelou que seu nome artístico foi parte de um personagem construído para a mídia e que seu envolvimento com Thammy Miranda teve, inicialmente, um caráter profissional. 

## Filmografia
- A Garota Web Sex - Julho de 2007 - Brasileirinhas
- A Proibida do Sexo e a Gueixa do Funk - Agosto de 2007 - Brasileirinhas[16]
- Sádicas - Outubro de 2007 - Brasileirinhas
- Deusa 300 - Outubro de 2007 - Brasileirinhas[17]
- Sex Machine 2 - Novembro de 2007 - Brasileirinhas
- A Musa da Borracharia - Abril de 2008 - Brasileirinhas[18]
- DVD Voyeur, A Stripper dos seus Sonhos - Maio de 2008 - Voyeur Vídeo[19]
- Big Macky 4 - Agosto de 2008 - Brasileirinhas[20]
- Julia Paes, Sexxxy Girl - Agosto de 2008 - Sexxxy World‎[21]
- Thammy e Cia (Thammy e Cia) - Outubro de 2008 - Brasileirinhas[22]
- Julia Paes x Monica Mattos - Setembro de 2008 - Sexxxy World‎[23]
- Histórias de uma Gueixa 2 - Novembro de 2008 - Brasileirinha[24]
- Forum Especial de Carnaval - Fevereiro de 2009 - Sexxxy World‎[25]
- Pecados da Índia - Abril de 2009 - Sexxxy World[26]
- Encantos de uma Sereia - Junho de 2009 - Sexxxy World[27]
- Pisando Fundo - Agosto de 2009 - Sexxxy World[28]
- Caroline Miranda vs. Julia Paes - Agosto de 2009 - Sexxxy World[29]
- Eu Quero Até o Talo - Novembro de 2009 - Sexxxy World[30]
- Espanholas Insaciaveis - Março de 2010 - Sexxxy World[31]

## Discografia
- A Nova Musa do Forró - Vol.1: Aprendi - 2010
- A Musa do Forró - Vol.2: Encantando o Brasil - 2011

### Clipes com o grupoSexy Dolls
- Teu Beijo - Maio de 2009
- Tire Minha Roupa - Junho de 2009
- Tire Minha Roupa (Versão IG)- Julho de 2009
- Tire Minha Roupa (BCDJ's Remix) - Agosto de 2009
- Boneca Sexy - Setembro de 2009
- Megamix - Novembro de 2009

### Clipes como cantora-solo
- Mulher Bem Resolvida (como MC Juju Paes) - Fevereiro de 2013
- Eu Sou Elite (como MC Juju Paes) - Março de 2013
- Quem Pode Pode (como MC Cristal) - Julho de 2015